# علم الهند

علم جمهورية الهند

اعتمد العلم الوطني للهند (بالإنجليزية: National Flag of India) في 22 يوليو 1947 أي بأربعة وعشرين يومًا قبل استقلال الهند عن الاستعمار البريطاني في 15 أغسطس 1947.

## رمزية العلم
اقترح مهاتما غاندي صيغة العلم الحالي في العام 1921 على المؤتمر الوطني الهندي. مصمم العلم هو بينغالي فينكايا. توسط العلم عجلة الغزل التقليدية وهي ترمز إلى هدف غاندي في تحفيز الهنود وتشجيعهم على الاعتماد على أنفسهم في صناعة أقمشة ملابسهم.

## معنى ألوان العلم
- البرتقالي: يرمز إلى الأغلبية الهندوسية في الهند.

- الأبيض: يرمز إلى السلام بين الهندوس والمسلمين.

- الأخضر: يرمز إلى الأقلية المسلمة في الهند.

## أعلام مشابهة
- علم كوت ديفوار
- علم جمهورية أيرلندا
- علم النيجر